# Štefan Kuffa
Štefan Kuffa (* 31. prosince 1961) je slovenský politik. V letech 2012 až 2016 a 2020 až 2023 byl poslancem Národní rady SR. Od roku 2023 je státním tajemníkem na ministerstvu životního prostředí SR.

## Životopis
Během svého politického působení vystřídal několik politických stran a hnutí. Ve volbách v roce 2012 kandidoval za hnutí OĽaNO. Ke konci roku 2015 odešel z poslaneckého klubu OĽaNO a později se vzdal mandátu poslance. V podobné době vstoupil do KDH, jehož členem zůstal až do roku 2019. Přestože se uvažovalo o jeho zařazení na kandidátku KDH, nakonec se tam neobjevil (ovšem KDH nepřekonala 5% hranici nutnou pro vstup do parlamentu, takže by se poslancem stejně nestal). V roce 2019 KDH opustil a založil krajně pravicovou stranu Kresťanská demokracia – Život a prosperita (později Život – národná strana, zkratka ŽIVOT), které byl prvních několik měsíců předsedou. Ta zpočátku spolupracovala se SNS, ale již na podzim 2019 se jejich nejbližším spojencem stala Kotlebova ĽSNS. Právě na její kandidátce byl ve volbách v roce 2020 Kuffa zvolen do parlamentu. Později se neshody mezi ním (a dalšími jeho spolustraníky) a kotlebovci prohloubily, což vyvrcholilo vystoupením z jejich poslaneckého klubu. 
Strana se opět sblížila s SNS a ve volbách v roce 2023 členové ŽIVOT kandidovali jako nezávislí na kandidátce SNS. Štefan Kuffa se po volbách stal státním tajemníkem na ministerstvu kultury SR, krátce po jmenování byl však po kauze s jeho kritizovaným vystoupením na mši v Trnavě, kde vyzval přítomné biskupy k intronizaci Ježíše Krista, odvolán a místo toho se stal státním tajemníkem na ministerstvu životního prostředí SR. V evropských volbách v roce 2024 kandidoval na 8. místě kandidátní listiny SNS na funkci europoslance, ale neuspěl. V srpnu 2024 Kuffa narušil představení Slovenského národního divadla, které považoval za nevhodné pro děti a mládež.
Jeho syn Filip je taktéž politikem, členem ŽIVOT a od roku 2023 rovněž státním tajemníkem na ministerstvu životního prostředí za SNS.

## Profesionální kariéra
- 1981–1981 Pamiatkostav Žilina, stavební dělník
- 1981–1983 základní vojenská služba
- 1983–1987 Nový Smokovec, referent investiční výstavby
- 1987–1991 Pamiatkostav Žilina, mistr
- 1991–2004 Státní zaměstnanec Úřadu práce v Kežmarku, naposledy v pozici ředitele odboru služeb zaměstnanosti
- od 2004 Ředitel hospice sv. Alžběty v Ľubici
- 2012–2016 Poslanec NR SR za OĽaNO
- 2020-2023 Poslanec NR SR za ĽSNS
- 2023 Státní tajemník na MK SR za SNS
- od 2023 Státní tajemník na MŽP SR za SNS

## Rodina
Štefan Kuffa má sedm dětí, osmé mu zemřelo. Syn Filip je rovněž státním tajemníkem na ministerstvu životního prostředí za SNS. Jeho bratrem je katolický kněz Marián Kuffa.